# Košice
Košice (tiếng Đức: Kaschau, tiếng Hungary: Kassa) là một thành phố ở phía đông của Slovakia. Thành phố Košice có diện tích gần 250 km2. Với dân số khoảng 240.000, đây là thành phố lớn thứ hai ở Slovakia sau thủ đô Bratislava.
Thành phố nằm bên sông Hornád nơi nó chảy đến phía đông của dãy núi Ore Slovakia, gần biên giới với Hungary. Với dân số khoảng 240.000, Košice là các thành phố lớn thứ hai ở Slovakia sau thủ đô Bratislava.
Là trung tâm kinh tế và văn hóa của miền đông Slovakia, Košice là thủ phủ của khu vực Košice, Tòa án Hiến pháp Tiếng Slovakia, ba trường đại học, các giáo phận khác nhau, và nhiều bảo tàng, phòng trưng bày, và nhà hát. Košice là một trung tâm công nghiệp quan trọng của Slovakia. Nhà máy thép US Steel Košice là đơn vị sử dụng lao động lớn nhất trong khu vực. Thành phố có kết nối giao thông đường sắt và Sân bay quốc tế Košice.
Thành phố có một trung tâm bảo tồn di tích lịch sử, đó là lớn nhất trong số các đô thị Slovakia. Có nhiều tòa nhà di sản được bảo vệ trong kiến trúc Gothic, Phục hưng, Baroque, và phong cách ly khai với nhà thờ lớn nhất của Slovakia - Nhà thờ St. Elisabeth. Thành phố có khu vực dành cho người đi bộ đang phát triển với các cửa hàng, quán cà phê, và nhà hàng.
Thành phố là nơi tổ chức cuộc thi chạy Marathon quốc tế có truyền thống lâu năm.

## Khí hậu
Košice có khí hậu lục địa ẩm (phân loại khí hậu Köppen Dfb).
| Dữ liệu khí hậu của Košice, Slovakia                           | Dữ liệu khí hậu của Košice, Slovakia | Dữ liệu khí hậu của Košice, Slovakia | Dữ liệu khí hậu của Košice, Slovakia | Dữ liệu khí hậu của Košice, Slovakia | Dữ liệu khí hậu của Košice, Slovakia | Dữ liệu khí hậu của Košice, Slovakia | Dữ liệu khí hậu của Košice, Slovakia | Dữ liệu khí hậu của Košice, Slovakia | Dữ liệu khí hậu của Košice, Slovakia | Dữ liệu khí hậu của Košice, Slovakia | Dữ liệu khí hậu của Košice, Slovakia | Dữ liệu khí hậu của Košice, Slovakia | Dữ liệu khí hậu của Košice, Slovakia |
| Tháng                                                          | 1                                    | 2                                    | 3                                    | 4                                    | 5                                    | 6                                    | 7                                    | 8                                    | 9                                    | 10                                   | 11                                   | 12                                   | Năm                                  |
| -------------------------------------------------------------- | ------------------------------------ | ------------------------------------ | ------------------------------------ | ------------------------------------ | ------------------------------------ | ------------------------------------ | ------------------------------------ | ------------------------------------ | ------------------------------------ | ------------------------------------ | ------------------------------------ | ------------------------------------ | ------------------------------------ |
| Cao kỉ lục °C (°F)                                             | 13.1 (55.6)                          | 16.5 (61.7)                          | 23.2 (73.8)                          | 28.7 (83.7)                          | 31.7 (89.1)                          | 34.6 (94.3)                          | 38.0 (100.4)                         | 36.1 (97.0)                          | 34.1 (93.4)                          | 26.6 (79.9)                          | 22.4 (72.3)                          | 13.3 (55.9)                          | 38.0 (100.4)                         |
| Trung bình ngày tối đa °C (°F)                                 | 0.5 (32.9)                           | 3.2 (37.8)                           | 9.3 (48.7)                           | 15.0 (59.0)                          | 20.3 (68.5)                          | 23.2 (73.8)                          | 25.1 (77.2)                          | 25.1 (77.2)                          | 20.3 (68.5)                          | 14.3 (57.7)                          | 6.2 (43.2)                           | 1.4 (34.5)                           | 13.7 (56.6)                          |
| Trung bình ngày °C (°F)                                        | −2.6 (27.3)                          | −0.4 (31.3)                          | 4.5 (40.1)                           | 9.6 (49.3)                           | 14.6 (58.3)                          | 17.5 (63.5)                          | 19.3 (66.7)                          | 19.1 (66.4)                          | 14.8 (58.6)                          | 9.4 (48.9)                           | 3.0 (37.4)                           | −1.3 (29.7)                          | 9.0 (48.1)                           |
| Tối thiểu trung bình ngày °C (°F)                              | −5.6 (21.9)                          | −3.9 (25.0)                          | −0.4 (31.3)                          | 4.2 (39.6)                           | 8.9 (48.0)                           | 11.8 (53.2)                          | 13.4 (56.1)                          | 13.1 (55.6)                          | 9.2 (48.6)                           | 4.5 (40.1)                           | −0.2 (31.6)                          | −3.9 (25.0)                          | 4.3 (39.7)                           |
| Thấp kỉ lục °C (°F)                                            | −25.9 (−14.6)                        | −22.3 (−8.1)                         | −16.4 (2.5)                          | −7.2 (19.0)                          | −2.0 (28.4)                          | 2.9 (37.2)                           | 5.6 (42.1)                           | 1.2 (34.2)                           | 0.3 (32.5)                           | −7.5 (18.5)                          | −13.5 (7.7)                          | −19.2 (−2.6)                         | −25.9 (−14.6)                        |
| Lượng Giáng thủy trung bình mm (inches)                        | 25 (1.0)                             | 24 (0.9)                             | 26 (1.0)                             | 49 (1.9)                             | 70 (2.8)                             | 86 (3.4)                             | 83 (3.3)                             | 70 (2.8)                             | 53 (2.1)                             | 47 (1.9)                             | 42 (1.7)                             | 33 (1.3)                             | 608 (24.1)                           |
| Số ngày giáng thủy trung bình                                  | 13                                   | 11                                   | 10                                   | 12                                   | 14                                   | 14                                   | 13                                   | 11                                   | 10                                   | 10                                   | 13                                   | 14                                   | 145                                  |
| Độ ẩm tương đối trung bình (%)                                 | 78                                   | 72                                   | 59                                   | 51                                   | 51                                   | 55                                   | 53                                   | 53                                   | 53                                   | 61                                   | 76                                   | 82                                   | 62                                   |
| Số giờ nắng trung bình tháng                                   | 67                                   | 86                                   | 166                                  | 204                                  | 266                                  | 259                                  | 282                                  | 258                                  | 216                                  | 153                                  | 68                                   | 47                                   | 2.072                                |
| Nguồn 1: Tổ chức Khí tượng Thế giới                            |                                      |                                      |                                      |                                      |                                      |                                      |                                      |                                      |                                      |                                      |                                      |                                      |                                      |
| Nguồn 2: Viện Khí tượng Đan Mạch (đo độ ẩm và nắng, 1931–1960) |                                      |                                      |                                      |                                      |                                      |                                      |                                      |                                      |                                      |                                      |                                      |                                      |                                      |

## Dân số
| Năm            | 1994    | 2004    | 2014    | 2024    |
| -------------- | ------- | ------- | ------- | ------- |
| Số lượng người | 239.927 | 235.006 | 239.464 | 223.678 |
| Sự khác biệt   |         | −2,05%  | +1,89%  | −6,59%  |

| Năm            | 2023    | 2024    |
| -------------- | ------- | ------- |
| Số lượng người | 225.044 | 223.678 |
| Sự khác biệt   |         | −0,60%  |